# Sabotages en mer
Pour plus de détails, voir Fiche technique et Distribution.
Sabotages en mer (titre italien : Mizar (Sabotaggio in mare)) est un film italien réalisé par Francesco De Robertis et sorti en 1954.
C'est un  film de guerre inspiré du personnage de Luigi Ferraro, officier de la marine italienne, pionnier de la plongée sous-marine et nageur de combat de la DECIMA MAS pendant la Seconde Guerre mondiale.

## Synopsis
La Regia Marina confie à un plongeur et à une plongeuse nommée « Mizar » la tâche de récupérer un code secret sur un navire britannique coulé. Le couple part ensuite en mission en Alexandrette dans la Turquie et coule les navires de transport ennemis chargés d'armes, mais ils sont pourchassés par les soldats anglais.

## Fiche technique
- Titre original : Mizar
- Réalisation : Francesco De Robertis
- Sujet : Francesco De Robertis
- Scénario : Francesco De Robertis
- Production : Film Costellazione
- Photographie : Carlo Bellero
- Montage : Eraldo Da Roma
- Musique : Annibale Bizzelli
- Décors : Gianni Polidori
- Données techniques : noir et blanc
- Genre : guerre
- Durée : 96 min
- Pays de production :  Italie
- Année : 1954

## Distribution

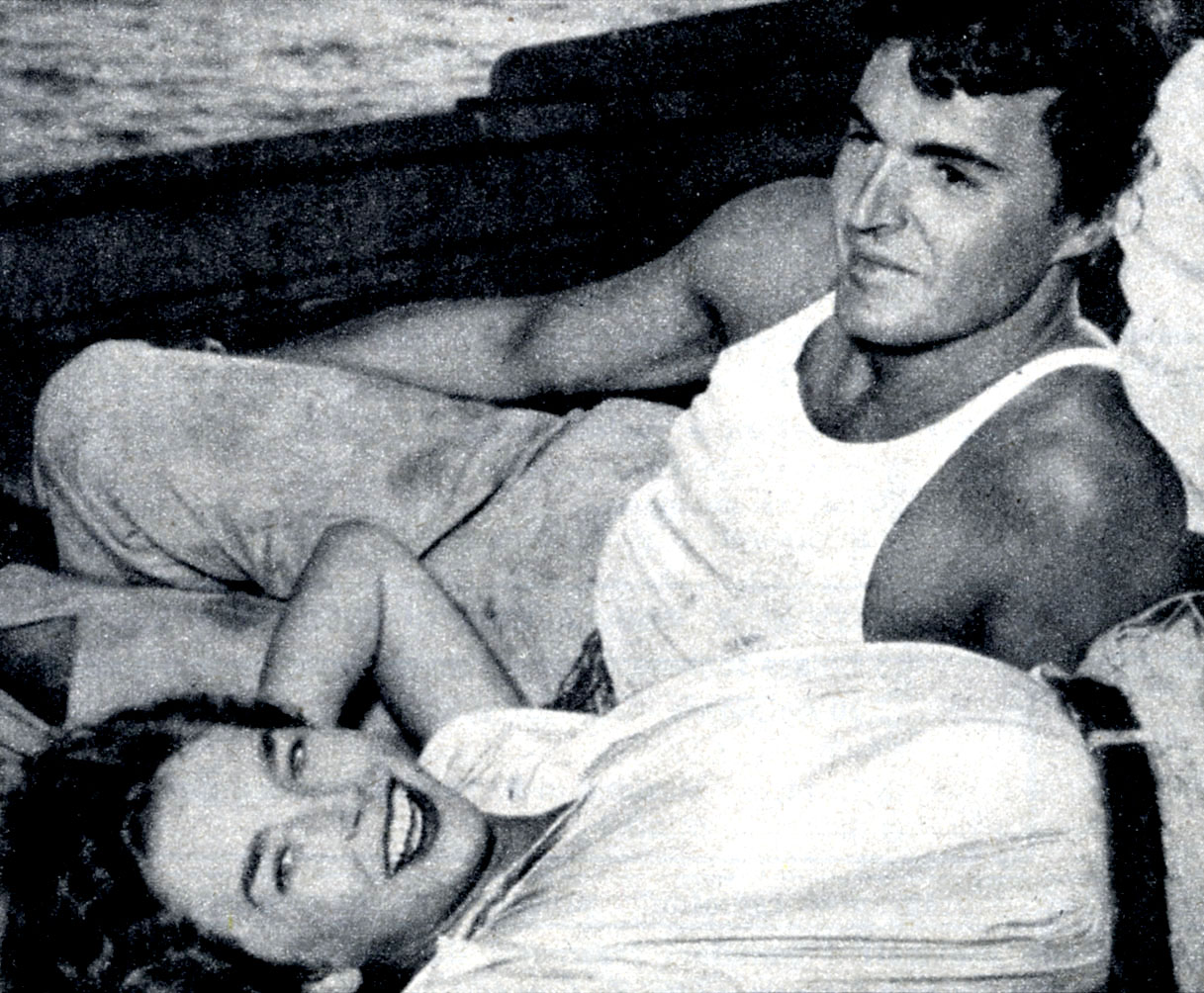
Dawn Addams et Franco Silva dans Sabotages en mer

- Dawn Addams : Mizar
- Antonio Centa : docteur Vargas
- Franco Silva : Luigi Ferri
- Lia Di Leo :  Fatma
- Paolo Stoppa : consul italien
- Marilyn Buferd : ragazza svedese
- Charles Fawcett : Major Crob
- Silvana Jachino
- Vic Damone